# 噴泉 (佛羅里達州)
噴泉（英語：Fountain）是位於美國佛羅里達州貝縣的一個非建制地區。該地的面積和人口皆未知。

## 地理
噴泉的座標為30°28′44″N 85°25′11″W / 30.47889°N 85.41972°W，而該地的平均海拔高度為50米（即164英尺）。